# Louise Fazenda

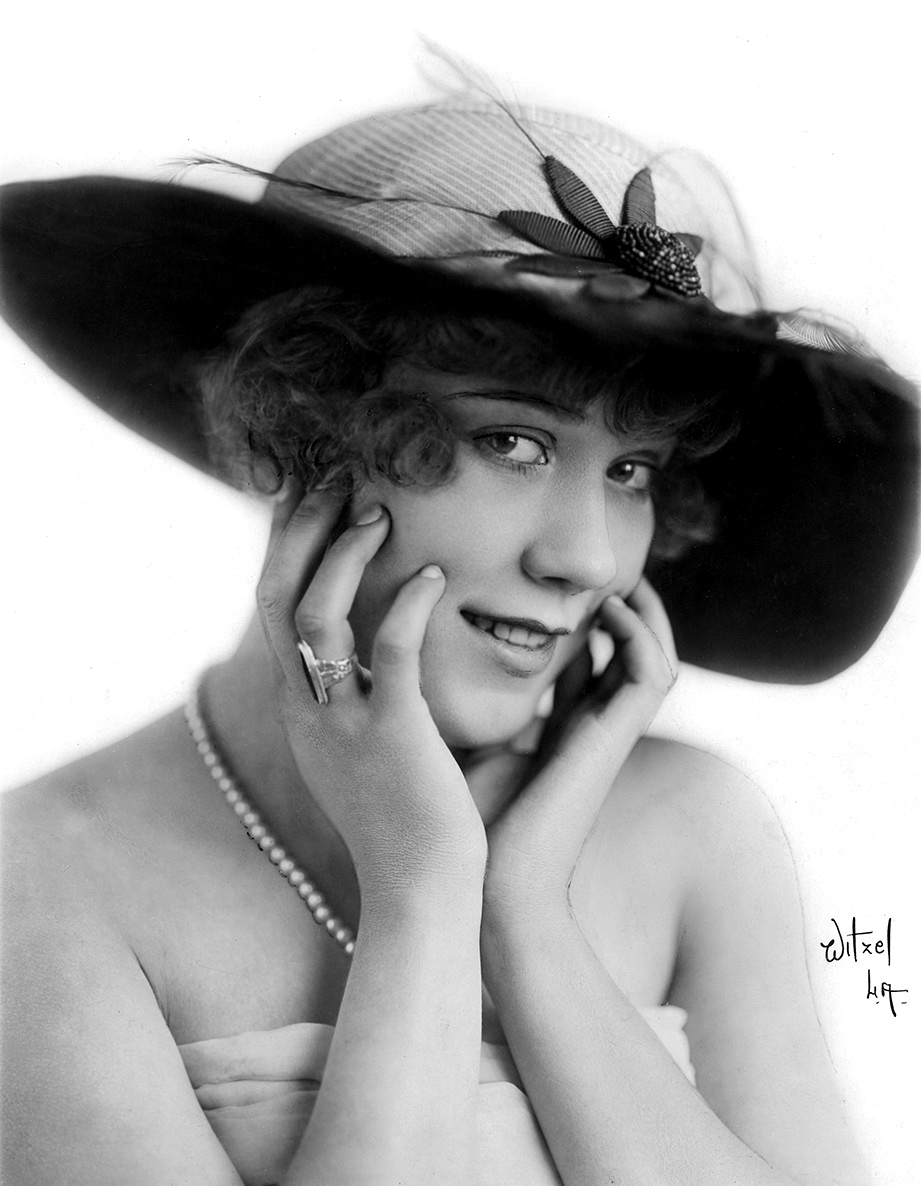
Louise Fazenda (um 1920)

Louise Fazenda (* 17. Juni 1895 in Lafayette, Indiana; † 17. April 1962 in Beverly Hills, Kalifornien) war eine US-amerikanische Komikerin und Schauspielerin.

## Leben
Louise Fazendas Familie hatte einen Lebensmittelladen in Los Angeles, wo Louise die High School und das St. Mary’s Convent besuchte. Nach diversen Jobs begann sie 1913 ihre Filmkarriere als Darstellerin in den Joker Comedies der Universal Studios, die auch den Komiker Bobby Vernon hervorbrachten.
1915 wurde sie von Mack Sennett für die Keystone Studios engagiert, wo sie zunächst in den Ambrose-Filmen mit Mack Swain mitwirkte und besonders gern als Hillbilly-Hinterwäldlerin mit multiplen Korkenzieherlocken besetzt wurde. Die begabte Komödiantin avancierte schnell zum zweitwichtigsten weiblichen Star des Studios nach Mabel Normand und erhielt während einer Auszeit Normands ab 1916 ihre besten Rollen. Ende 1917 verließ sie Keystone und folgte Sennett, der sein eigenes Studio gegründet hatte. Hier spielte sie u. a. die Hauptrolle in der Langfilmkomödie Down on the Farm (1920).
1921 beendete die Komikerin ihre Zusammenarbeit mit Sennett, um nach lukrativeren Angeboten Ausschau zu halten. Nach einem kurzen Abstecher ins Vaudeville war sie während der 1920er-Jahre als komische Charakterdarstellerin in Langfilmen der meisten großen Hollywoodstudios zu sehen. Eine ihrer Spezialitäten war nun die Verkörperung versnobter High Society-Damen. Nach Einführung des Tonfilms, der ihrer Karriere nicht schadete, wirkte sie auch in Musicals mit. Ihren letzten Filmauftritt absolvierte sie 1939 in Die alte Jungfer an der Seite von Bette Davis.
1927 hatte Louise Fazenda in zweiter Ehe Hal B. Wallis geheiratet, der bald darauf als Filmproduzent für Warner Bros. berühmt wurde (Casablanca etc.). Sie hatten einen Sohn und waren bis zu Fazendas Tod ein Paar. Nach ihrem Rückzug ins Privatleben widmete sich die als intellektuell geltende Fazenda dem Sammeln von Kunstwerken und setzte sich für Arme, Kranke und Kinder ein. 1962 erlag sie einer Hirnblutung und wurde auf dem Inglewood Park Cemetery in Inglewood bei Los Angeles begraben. Louise Fazenda hat einen Stern auf dem Hollywood Walk of Fame (6801 Hollywood Blvd.).

## Filmografie (Auswahl)
- 1915: Willful Ambrose
- 1915: Ambrose’s Fury
- 1915: Fatty’s Tintype Tangle
- 1916: Bombs!
- 1917: Her Fame and Shame
- 1917: Her Torpedoed Love
- 1917: Are Waitresses Safe?
- 1919: Hearts and Flowers
- 1920: Down on the Farm
- 1922: Im Wirbel der Fluten (Quincy Adams Sawyer)
- 1923: Das goldene Land (The Spoilers)
- 1924: Rin Tin Tins Heldentat (The Lighthouse by the Sea)
- 1925: Fieberndes Blut (The Price of Pleasure)
- 1925: Bräutigam auf Abbruch (The Night Club)
- 1925: Bobbed Hair
- 1926: Das Rätsel der Fledermaus (The Bat)
- 1927: Erster Preis – ein Kuss (The Red Mill)
- 1928: Tillie’s Punctured Romance
- 1928: Die Arche Noah (Noah's Ark)
- 1928: Riley the Cop
- 1929: The Show of Shows
- 1930: Rain or Shine
- 1932: Once in a Lifetime
- 1933: Alice im Wunderland
- 1934: Wonder Bar
- 1937: Ready, Willing and Able
- 1937: Ever Since Eve
- 1937: First Lady
- 1938: Swing Your Lady
- 1939: Die alte Jungfer (The Old Maid)